# Glyphotmethis efe
Glyphotmethis efe är en insektsart som beskrevs av Ünal 2007. Glyphotmethis efe ingår i släktet Glyphotmethis och familjen Pamphagidae. Inga underarter finns listade i Catalogue of Life.